# Lough Fern SPA
Lough Fern SPA este o arie protejată (arie de protecție specială avifaunistică — SPA) din Irlanda întinsă pe o suprafață de 299,91 ha, integral pe uscat.

## Localizare
Centrul sitului Lough Fern SPA este situat la coordonatele 55°03′14″N 7°43′11″W / 55.053896°N 7.719816°V.

## Înființare
Situl Lough Fern SPA a fost declarat arie de protecție specială avifaunistică în noiembrie 1995 pentru a proteja 4 specii de animale.

## Biodiversitate
Situată în ecoregiunea atlantică, aria protejată nu include niciun habitat protejat.
La baza desemnării sitului se află mai multe specii protejate de  păsări (4): rață-cu-cap-castaniu (Aythya ferina), rața moțată (Aythya fuligula), Bucephala clangula, lebădă de iarnă (Cygnus cygnus).
Pe lângă speciile protejate, pe teritoriul sitului au mai fost identificate 1 specie de plante.